# O Sorriso do Lagarto
O Sorriso do Lagarto é uma minissérie brasileira produzida pela TV Plus e exibida pela TV Globo de 4 de junho a 30 de agosto de 1991, em 52 capítulos.
Escrita por Walther Negrão e Geraldo Carneiro, é livremente baseada no livro homônimo de João Ubaldo Ribeiro, teve a direção geral de Roberto Talma. 
Contou com Tony Ramos, Maitê Proença, Raul Cortez, Carlos Augusto Strazzer, José Lewgoy, Lúcia Veríssimo e Alexandre Frota nos papéis principais.

## Sinopse
A trama começa com a fuga de Maria das Mercês do Hospital da cidade, carregando o filho recém-nascido. Ela corre pela cidade toda, perguntando pelo João Pedroso e depois ninguém se lembra disso. Ela é alvejada por um misterioso atirador de boné na praia, onde o tiro atrai João Pedroso, que está num barco de pesca a poucos metros dali. Dr. Nemésio chega na momentos antes do tiro e presencia tudo, mas não consegue identificar o atirador. Depois de Maria das Mercês morta, o Dr. Nemésio leva a criança. Mas é visto por Joaquim, que esta nadando na praia. E depois não se sabe mais nada dessa criança.
Ana Clara passeia às noites na vila, onde se depara com João Pedroso, dando uma encarada nele e vice-versa, totalmente bêbado. Ela se desconcentra e deixa cair o seu lenço, que é logo admirado e guardado por João Pedroso. No outro dia João Pedroso devolve o lenço pra Ana Clara na casa de Maria das Mercês, onde o corpo está a ser velado, onde começa o romance. Depois alguns médicos americanos do hospital chegam e levam o corpo de Maria das Mercês.
Ângelo se apavora com um diagnostico de câncer e tenta se matar e também Ana Clara num passeio de barco, onde apos uma onda, ele cai e perde os sentidos. Com o barco desgovernado, Ana Clara e Dr. Ângelo são socorridos por João Pedroso. João Pedroso também é o dono da peixaria e é o patrão de Chico Bagre. João Pedroso é o melhor amigo do Padre Monteirinho e também o seu companheiro de copo.
Com a chegada de Alice na ilha, que por sua vez é sobrinha de Ângelo, ela logo se interessa em filmar a vida e o cotidiano das pessoas. É quando ela se depara com a estranha conduta de Lúcio Nemésio e do seu hospital, que possui uma forte segurança armada e uma área restrita com placas de radioatividade. Ela filma o bebe lagarto de Evangelina, que é morta pela segurança do hospital. São feitas inseminações artificiais nas mulheres da ilhas, as vitimas são escolhidas, por serem mulheres sozinhas e ingênuas. Neste caso Maria das Mercês e Evangelina.
Ela começa a filmar o hospital juntamente com o Joaquim, que logo é abordada e o rapaz é preso, torturado e interrogado pela assessora do Dr. Nemésio, a malvada e burra, Neide. O rapaz a partir daí, movido pelo medo, se torna uma espécie de soldado do hospital, fazendo serviços sujos.
O Pai Bára é envolvido com o pai de Branca, que por sua vez estão envolvidos num esquema de trafico de crianças pra a Europa. O Investigador Peçanha adora ficar nos bastidores e as únicas prisões que ele faz durante toda a trama são a de um inocente, o João Pedroso, e a do pai de Branca, o Cirino. Peçanha segue uma pista falsa do assassino de Maria das Mercês, segundo as declarações de Branca, que esta sob influencia de Dr. Ângelo. Até um dos maiores criminalistas, advogado de João Pedroso, Dr. Barcelos, que é chantageado por Ângelo pra deixar o caso. Ângelo sempre esta rodeado pelo Tavinho, Nando e Bebel, que são verdadeiros parasitas da vida de Ângelo. 
João Pedroso e Padre Monteirinho tentam denunciar o hospital na imprensa, mas Ângelo, movido pelo seu ódio a João Pedroso, arma um esquema de defesa também com a imprensa e faz João Pedroso e Padre Monteirinho a se passarem por mentirosos. Ângelo tem contato com as altas esferas do governo e mantem muita gente sob chantagem. Padre Monteirinho é transferido da paroquia da ilha.
Depois que Ana Clara se apaixona definitivamente por João Pedroso, ela larga Ângelo e vai morar com ele na vila, o Dr. Ângelo Marcos se enfurece e manda um namorado dele e assassino de aluguel, o Boaventura, matar João Pedroso, que é emboscado ao caminhar bêbado na volta pra casa. Ele é atingido no peito e depois colocado num caixão de madeira dentro de uma Veraneio, onde o criminoso ao ouvir os gemidos de João Pedroso, sai do carro e ainda atira diversas vezes no caixão, matando definitivamente o peixeiro.
No outro dia, os namorados Dr. Ângelo Marcos e o assassino, saem de lancha e desovam o caixão amarrado numa ancora no mar aberto. E esta é a ultima vez que se sabem de João Pedroso. 
Ana Clara, grávida de João Pedroso, e os moradores da ilha não entendem o desaparecimento de João, mas aceitam e não fazem nada a respeito. Ela é visitada por Ângelo, que lhe oferece ajuda, mesmo horas depois de ninguém ainda saber o que estava acontecendo, com isso ela perde o bebe, ficando louca. Passa a vestir as roupas de João Pedroso.
A trama termina como começou, ninguém sabe quem foi o atirador quem matou Maria das Mercês, o Dr. Nemésio continua com as suas experiências no hospital, Ana Clara volta para Ângelo, Pai Bára não é preso pelo trafico de crianças e Dr. Ângelo lança a sua campanha pra Governador do estado da Bahia. Ninguém também nem sabe sobre as crianças supracitadas.
Na cena final, mesmo sabendo que o Padre Monteirinho deixou a ilha, o telespectador se confunde mais uma vez, pois é feita uma imagem aérea da ilha e da igreja e depois mostra o padre Monteirinho regendo um coro de crianças, e nos bastidores um menino lagarto escondidinho apreciando o coral cantar.

## Elenco
- Tony Ramos .... João Pedroso
- Maitê Proença ... Ana Clara
- Raul Cortez .... Angelo Marco
- Lúcia Veríssimo .... Bebel
- Alexandre Frota ...Tavinho
- Carlos Augusto Strazzer .... Peçanha
- José Lewgoy .... Lúcio Nemésio
- Cláudio Mamberti .... Cirino
- Ana Paula Bouzas .... Branca
- Marcelo Picchi .... Nando
- Sílvia Buarque .... Alícia
- Ana Beatriz Nogueira .... Evangelina
- Regina Dourado .... Neide
- Sofia Papo .... Maria das Mercês
- Pedro Paulo Rangel .... Padre Monteirinho
- Fábio Sabag .... Bará
- Chiquinho Brandão .... Chico Bagre
- Stephan Nercessian .... Chico
- Flávio Migliaccio .... Cornélio
- Paulo Figueiredo .... Pécuchet
- Odenir Fraga .... legista
- Moacyr Deriquém .... Dr. Barcelos
- Mario Petraglia .... Michel
- Marco Miranda .... Pacheco
- Luiz Sergio Lima e Silva .... delegado
- Luiz Magnelli .... Galego
- João Signorelli .... chefe de segurança
- Fernando José .... Dr. Simão
- Fernando Amaral .... Deraldo
- Divana Brandão .... Rosário
- Danton Jardim .... Boaventura
- Daniel Herz .... Joaquim
- Claude Haguenauer .... médico
- Chaguinha .... Babalu
- Carlos Kroeber .... Gregório Guerra
- Bia Montez .... Repórter
- Anthony Bourke .... Médico
- Aguinaldo Rocha .... Tiago

## Produção
O ator Chiquinho Brandão faleceu num acidente automobiístico ao retornar de uma gravação, foi substituído pelo ator Stephan Nercessian

## Exibição

### Outras Mídias
Em julho de 2013 foi lançada em DVD pela Globo Marcas.